# 森苺莉
森 苺莉（もり まいり、1996年1月18日 - ）は、日本の元AV女優。
兵庫県出身、ループエンターテイメント専属。アダルトアイドルグループ「BRW108」の付属ユニット「PINKEY」のメンバー。

## 人物
愛称は「まいりん」。趣味はダンス・歌であり、特技は数学である。

## 略歴
- 2015年12月11日 - アリスJAPANよりAVデビュー。
- 2017年4月1日 - ループエンターテイメントに移籍[2]。
- 2017年7月1日 - 専属女優から企画単独女優に契約形態変更[3]。
- 2018年4月20日 - 最後のAV撮影が完了。翌月の26日のラストオフ会をもって引退。

## 作品

### アダルトビデオ
2015年
- Sweet my ring（5月1日、デジプラン）
- セクシーアイドルユニットPINKEY最後の大物 森苺莉AVデビュー（12月11日、アリスJAPAN）

2016年
- 汗だくイキまくり4本番（1月8日、アリスJAPAN）
- 私の子宮(ナカ )に全部出して（2月12日、アリスJAPAN）
- 3年1組お掃除係 森苺莉（3月11日、アリスJAPAN）
- 虹がかかるほど大量の失禁・潮吹きSEX 森苺莉（4月13日、アリスJAPAN）
- まいりん inレイプOK世界 森苺莉（5月13日、アリスJAPAN）
- 鬼ピス ベッドが壊れるほど激しい性交 森苺莉（6月13日、アリスJAPAN）
- 僕の妻はチ○ポ狂い ディープスロートが好きすぎる苺莉との毎日じゅぽフェラ新婚性活 (7月13日、アリスJAPAN)
- レイプ学園 文化祭ストリップショー (8月13日、アリスJAPAN)
- 疲れたオジサマに人気の癒らし接吻サロン 本指名No.1 森苺莉 (9月13日、アリスJAPAN)
- 宅飲みの後みんなでザコ寝しているとき後輩のイケメンに自慢の彼女を寝取られた 森苺莉 (10月13日、アリスJAPAN)
- 森苺莉、快楽堕ち。イク寸前に何度も何度もストップされて発狂しそうな禁欲ムラムラ森苺莉を一転して超光速ピストンで子宮を撃ち抜きイカせまくるエクストリームSEX (11月13日、アリスJAPAN)

2017年
- デカ尻マニアックス 森苺莉 (3月13日、ワンズファクトリー)
- 監禁オイルマッサージ 鬼イカせ中出しレ×プ 森苺莉 (4月25日、ワンズファクトリー)
- 悶絶孕ませJK バイブ栓ぶっこみ放置痴漢 森苺莉 (5月13日、ワンズファクトリー)
- 媚薬姦 再婚した妻の浮気の腹いせに連れ子の娘に媚薬を飲ませ四六時中ヤリまくる父 森苺莉 (8月10日、ヒビノ)
- 名門女子大生の泥酔水着ハイテンション乱交パーティー (9月1日、DOC) 共演:萩原理央
- 父親の上司に犯された女子校生 お父さんの為に…中出しされても抵抗しません。 森苺莉（10月7日、無垢）
- 夫の実家で起こった悲劇 森苺莉（10月5日、グローリークエスト）
- 毛むくじゃらの男乳首をベロベロ舐めまわしながら手コキしていたずらっぽい笑みを浮かべる痴女っ子女子校生 森苺莉（10月15日、無垢）
- 接吻のち、孕ませ。 森苺莉（11月3日、ドリームチケット）
- 羞恥！エステティシャンになりたい私 男子生徒が見ている目の前でおっぱいやお尻の形が変わるほど揉まれる…スクールの実習で無遠慮なバストアップマッサージを受けさせられました…（11月16日、サディスティックヴィレッジ）共演:明海こう、池上まひろ、一ノ瀬恋、佐野あい、苑田あゆり、玉木くるみ、宮沢ちはる、横山みれい
- 夜勤病棟レ○プ2 深夜の病室に一人で見回りに来た新米看護師 純白のナース服をヒキチギッテ中出しレ○プ！！完全撮り下ろし合計8人（11月16日、サディスティックヴィレッジ）共演:明海こう、池上まひろ、一ノ瀬恋、佐野あい、苑田あゆり、玉木くるみ、宮沢ちはる
- 深夜病棟 患者のために健気に働く美人看護師のほっそい喉奥に超巨根ゲロイラマレ○プ！（12月7日、サディスティックヴィレッジ）共演:明海こう、池上まひろ、一ノ瀬恋、佐野あい、苑田あゆり、玉木くるみ、宮沢ちはる
- トリプル解禁！！ ぶっかけ！ごっくん！中出し大乱交！！ 森苺莉（12月7日、MILK）
- 同僚OLをレズ堕ちさせる 寸止め淫語レズビアン 森苺莉 南梨央奈 ～ノンケの親友に思いを寄せるレズビアン～ (12月19日、ビビアン) 共演:南梨央奈
- ＃本能晒し 森苺莉（12月22日、個性派Director’s）

2018年
- 吐き出すまで突きまくる、史上最狂のイラマチオ 森苺莉（1月7日、えむっ娘ラボ）
- 隣のおじさんは二度チャイムを鳴らす… 森苺莉（2月1日、禁断の果実/妄想族）
- 受付嬢in… ［脅迫スイートルーム］ 森苺莉（2月2日、ドリームチケット）
- 完全上から目線で罵倒デートSEX!!（3月1日、MILK）
- 森苺莉 デビュー作からのセックスすべて見せます（3月13日、アリスJAPAN）※単体ベスト
- テキーラで酔いつぶれた常連女性客を持ち帰りバレないように泥酔種付け!!（7月6日、LEO）他出演：石川祐奈、一ノ瀬梓
- 自撮りマゾ牝症候群 暴虐調教奴隷を熱望する女（8月7日、シネマジック）
- マゾ乳首収容所（8月24日、REAL/ケイ・エム・プロデュース）他出演：羽生ありさ、水野朝陽、美浦あや、結城綾音
- 夜這い 真夜中に寝ている夫の隣で中出しされる人妻 4（11月15日、グローリークエスト）他出演：永井みひな、花崎りこ、天野美優、愛花みちる

### アダルトVR
2017年
- キャンプで没入密室 発情テント（9月8日、ミッシェル/CASANOVA）
- 絶童（9月22日、ミッシェル/CASANOVA）共演：南梨央奈
- 職権乱用! いいなりJKに性指導（10月6日、カトリーヌ/CASANOVA）
- ハズレ無し風俗店（10月6日、フランソワ/CASANOVA）共演：南梨央奈
- 自画撮り 愛液べっちょりオマ○コに激しく指ズボズボ 大開脚エロポーズで痙攣イキ激情オナニー（11月21日、プリモVR）他出演：麻里梨夏、葉月もえ
- 濡れちゃう接吻（12月8日、WAAPグループ VR）

2018年
- 史上最狂のイラマチオVR（1月13日、ダスッ! VR）
- 劇的高画質 小悪魔笑顔の寸止め焦らし性交! 唾液を垂らした手コキでイキ我慢。でもグチュグチュと音を鳴らす手マンでは潮を漏らすほどイキまくり! 対面座位で挿入するも「私だけ先イクね?」…（5月26日、GO PROJECT/ブイワンVR）

## テレビ出演
- W女優おんせん 第2話（スカパー!プレミアムサービス）-あやみ旬果と共演。
- 白黒アンジャッシュ（チバテレビ、2015年8月4日23:00〜23:30）- 新生PINKEYとして出演。生駒はるな、伊東紅、桜井彩、篠田ゆう、長谷川モニカと共演。
- 志村&鶴瓶のあぶない交遊録 ｢英語禁止ボウリング｣（2016年1月2日、テレビ朝日）- コスプレ美女参加者として出演。